# 589887 Fellnerjakab
589887 Fellnerjakab este o planetă minoră (asteroid) din Outer Main Belt⁠(d). A fost descoperită pe 31 octombrie 2010 la Piszkéstetői Obszervatórium⁠(d) de . 
Obiectul prezintă o orbită caracterizată de o semiaxă mare de 3,200124989278 UAi, o excentricitate de 0,10235191721303, o înclinație de 14,215957109744 ° în raport cu ecliptica.